# Ginocentryzm
Ginocentryzm, także gynocentryzm (ang. gynocentrism) – dominujący lub wyłączny punkt zainteresowania kobiet w teorii lub praktyce. Wszystko można uznać za ginocentryczne, jeśli dotyczy wyłącznie kobiecego (lub feministycznego) punktu widzenia.

## Historia
Termin ginocentryzm jest używany co najmniej od 1897 roku, kiedy to pojawił się w The Open Court jako uzasadnienie stwierdzenia, że Europejczycy postrzegają Amerykanów jako cierpiących raczej z powodu ginocentryzmu niż antropocentryzmu. W 1914 roku powieściopisarz George A. Birmingham stwierdził, że amerykańskie życie społeczne wydaje mi się ginocentryczne. Jest ono ułożone z myślą o wygodzie i zachwycie kobiet.
Zaczynając od feminizmu drugiej fali w latach 70. XX wieku, termin ginocentryzm został użyty do opisu feminizmu różnicowego, który wykazywał tendencję do rozumienia i akceptowania różnic płci, w przeciwieństwie do feminizmu równościowego.
Według filozofki z Uniwersytetu Massachusetts, Christy Hodapp, we współczesnych ruchach męskich ginekocentryzm określany jest jako kontynuacja dworskich konwencji miłosnych z czasów średniowiecza, w których kobiety były cenione jako klasa quasi-arystokratyczna, a mężczyźni jako klasa niższej służby. Ten antyfeministyczny punkt widzenia opisuje feminizm jako kontynuację opresyjnych konwencji średniowiecznych, takich jak rycerstwo dewocyjne i romantyczne związki, a nie jako ruch na rzecz wyzwolenia.
Profesorowie religioznawstwa Paul Nathanson i Katherine Young stwierdzili, że feministyczne apele o równość czy sprawiedliwość są podstępem dla ginocentryzmu.

## Etymologia
Termin ginocentryzm wywodzi się ze słów starogreckich, γυνή i κέντρον. Γυνή można przetłumaczyć jako kobieta lub samica, ale także jako żona. W starożytnej Grecji w związkach z γυνή używany jest zwykle rdzeń γυναικ-. Rdzeń ten można zauważyć w przypadku genitywnym γυναικός, oraz w starszej postaci przypadku mianownika γύναιξ. W starogrece nie wiadomo, aby istniały związki z γυνή, które rozpoczynają się od γυνο- lub γυνω-.
Starogrecki wyraz κέντρον można przetłumaczyć jako ostry punkt, ukłucie (przez pszczoły i osy), punkt włóczni i nieruchomy punkt pary kompasów, ze znaczeniem środka okręgu związanego z tym ostatnim. Znaczenie środka/środkowego punktu (okręgu) zostało zachowane w łacińskim wyrazie centrum, słowa zapożyczonego z języka starogreckiego. Słowo κέντρον pochodzi od czasownika κεντεῖν oznaczające użądlenie (pszczoły), kłucie, i ostrogę. Próbując etymologicznie wyjaśnić termin ginocentryzm, należy wziąć pod uwagę starożytne greckie słowo κέντρον, ze znaczeniem środkowy punkt/środek, a nie bardziej oczywiste starożytne greckie słowo κεντρισμός (lustrzane odbicie postfiksu -centryzm).

## Krytyka
Nathanson i Young stwierdzili, że ideologicznie, nadrzędnym celem ginocentryzmu jest hierarchiczne traktowanie kobiet i w rezultacie może być interpretowane jako mizoandria (nienawiść i uprzedzenia wobec mężczyzn). Feministyczne apele o równość czy nawet sprawiedliwość są często, ich zdaniem, podstępem dla ginocentryzmu.
Definiują ginocentryzm jako światopogląd oparty na dorozumianym lub wyraźnym przekonaniu, że świat obraca się wokół kobiet, który to temat kulturowy, jak twierdzą, stał się „de rigueur” za kulisami sądów i rządowych biurokracji, co prowadzi do systemowej dyskryminacji mężczyzn. Ponadto twierdzą, że ginekocentryzm jest formą esencjalizmu – w odróżnieniu od działalności politycznej na rzecz kobiet – w takim stopniu, że skupia się na wrodzonych cnotach kobiet i wrodzonych wadach mężczyzn.
Niektórzy autorzy dokonują rozróżnienia między indywidualnymi aktami i wydarzeniami ginocentrycznymi, takimi jak Dzień Matki, a bardziej ogólnym pojęciem kultury ginocentrycznej, które odnosi się do większego zbioru cech kulturowych, mających duże znaczenie w sposobie życia ludzi.
Christina Hoff Sommers twierdzi, że ginocentryzm jest antyintelektualny i ma antagonistyczne spojrzenie na tradycyjne dyscypliny naukowe i twórcze, odrzucając wiele ważnych odkryć i dzieł artystycznych jako męskie. Sommers napisała również, że domniemanie obiektywizmu przypisywane wielu teoriom ginocentrycznym stłumiło feministyczny dyskurs i interpretację.
Pisarka feministyczna Lynda Burns podkreśliła, że ginocentryzm wymaga świętowania pozytywnych różnic w kobiecej historii, mitach, sztuce i muzyce – w przeciwieństwie do modelu asymilacji uprzywilejowującego podobieństwa do mężczyzn. Jednak w praktyce przewaga kobiet związana z ginocentrycznymi narracjami jest często postrzegana jako absolutna: interpersonalnie, kulturowo, historycznie, politycznie lub w szerszych kontekstach społecznych, takich jak rozrywka popularna. Jako taka może zacieniać się w tym, co Rosalind Coward nazwała „kobiecością... rodzajem spopularyzowanej wersji feminizmu, która głosi wszystko, co kobiety robią i lekceważy mężczyzn”.
Społeczność Mężczyzn, Którzy Poszli Własną Drogą (MGTOW) opisuje siebie jako bunt przeciwko nędzy ginocentryzmu.

## Badania naukowe
W opublikowanym w 2019 roku w Justice Policy Journal badaniu naukowcy stwierdzili, że „ginocentryzm przenika wszystkie aspekty systemu sądownictwa karnego, jak również społeczeństwo”.